# Davor Lasić
Davor Lasić (Brinje, 15 novembre 1966) è un allenatore di calcio ed ex calciatore croato, di ruolo difensore.

## Carriera

### Giocatore
Durante la finale di Coppa di Croazia 1998-1999 fu l'autore del golden goal che fece trionfare l'Osijek ai danni della Cibalia, portando il primo grande trofeo nella bacheca dei Bjelo-plavi.

### Allenatore
Nel 2010, in seguito alle dimissioni di Robert Jarni, ha allenato per un breve periodo l'Istria 1961.

## Palmarès

### Competizioni nazionali
- Coppa di Croazia: 1

Osijek: 1998-1999